# 集體自殺
集體自殺指一群人為了同一目的而自殺或互相殺害，而這通常與真實或意識到的迫害有關。

## 例子
集體自殺有時具有宗教背景。自殺攻擊、自殺性炸彈和神風特攻隊是軍事或準軍事形式的自殺。戰敗的一組人有時情願訴諸於集體自殺多於被俘虜。自殺協議（suicide pact）是一種不涉及宗教崇拜或戰爭的集體自殺。這種自殺模式有時是由一小組受挫折的人，尤其是情人，計劃或實行。集體自殺也曾被用作為一種政治抗議的形式。

## 著名的集體自殺
- 約前3世紀末，齊王田橫部下500人知道田橫死訊後，在山東海島上自殺。
- 在公元前2世纪後期，條頓人與其鄰邦辛布里人向南行軍，經高盧攻打羅馬。侵略軍經過幾次勝利後，卻在公元前102年的阿克韦-塞克斯提亚之战（英语：Battle of Aquae Sextiae）（位於今日普罗旺斯地区艾克斯）中被盖乌斯·马略所敗。他們的君主条顿伯德（Teutobod）被捉，而被俘的女人進行集體自殺，成為了日耳曼英雄的故事：根據投降的條件，他們的300個已婚女人會被送給羅馬人。當條頓的婦女聽到了這個規定，她們懇求被安排至刻瑞斯维纳斯神庙服務；當她們的請求被否決，她們殺死了自己的孩子及於當晚一同上吊。翌日朝早，她們被發現死在大家的臂彎中。
- 在公元1世紀，960名猶太人不想被羅馬帝國統治及奴役，於马萨达進行集體自殺。
- 中世紀，在北印度一些城市，要塞被穆斯林圍攻。根據 Jauhar 規條，男人會抗戰到底，女人會自殺作為祭品以免被俘虜及強姦。
- 在奧斯曼帝國佔領希臘及至希臘獨立戰爭前，來自 Souli 的女人們由於被奧斯曼人壓迫，登上了 Zalongo 山並把她們的孩子拋下懸崖，接著自己一同跳崖，以免被捉。
- 1930年台灣霧社事件，抗日賽德克族人的家眷為不消耗過多糧食，確保前線作戰族人能有足夠補給，約有數百人上吊自殺。
- 在1945年5月，約900個住在德國Demmin的住民因害怕苏联紅軍的到來而集體自殺。
- 日本幾世紀以來的自殺傳統一直為人所知，由切腹至第二次世界大戰的神風特攻隊撞向美軍戰艦。在同一場戰事中，數百名被圍的日本軍寧願集體自殺也不向美軍投降，例如1944年7月塞班島戰役，日本軍下達玉碎攻擊，當地數百餘居民則選擇跳崖自殺。
- 1949年的太原五百完人事件。
- 1978年，在傳教士及人民圣殿教教主吉姆·琼斯的指示下，913人在蓋亞那的瓊斯鎮集體自殺。（但相信913人中大部分是被謀殺及在違反本人的意願下注射毒藥。）
- 1987年8月29日，南韓五大洋集體自殺事件，導致32人死亡。
- 1997年，天堂之門在加州聖迭哥進行集體自殺。他們相信外星人太空船藏在海爾·博普彗星。為了到達太空船而進行自殺。受害者自行服藥然後被其他同伴以塑膠袋綁頭、最終窒息而死。為期3日一連串的自殺。39人死亡，多為40餘歲及來自多重背景。

## 參看
- 教派自殺
- 宗教狂热